# Wrightoporia
Wrightopória (лат.) — род грибов из семейства Wrightoporiaceae.

## Описание
- Плодовые тела однолетние, резупинатные, жёсткие или мягкие, нередко с ризоморфами. Гименофор трубчатый, окрашен в кремовый, охристый или бурый цвет. Поры округлые, угловатые или неправильные, по 2—6 на миллиметре.
- Мякоть очень тонкая. Гифы с пряжками, толстостенные, декстриноидные.
- Споры амилоидные, широкоэллиптической формы, гладкие или бородавчатые, тонко- или толстостенные. Цистиды отсутствуют[1].

## Виды
Род Wrightoporia включает около 23 видов:
- Wrightoporia africana I. Johans. & Ryvarden, 1979
- Wrightoporia avellanea (Bres.) Pouzar, 1966
- Wrightoporia brunneoochracea A. David & Rajchenb., 1985
- Wrightoporia cinnamomea Ryvarden, 1982
- Wrightoporia cremea Ryvarden, 1987
- Wrightoporia cylindrospora Ryvarden, 1982
- Wrightoporia dimidiata A. David & Rajchenb., 1987
- Wrightoporia efibulata I. Lindblad & Ryvarden, 1999
- Wrightoporia flava (Ryvarden) A. David & Rajchenb., 1987
- Wrightoporia gillesii A. David & Rajchenb., 1987
- Wrightoporia gloeocystidiata I. Johans. & Ryvarden, 1979
- Wrightoporia gyropora (Corner) Stalpers, 1996
- Wrightoporia iobapha (Pat.) Ryvarden, 1983
- Wrightoporia japonica Núñez & Ryvarden, 1999
- Wrightoporia lenta (Overh. & J. Lowe) Pouzar, 1966
- Wrightoporia micropora P.K. Buchanan & Ryvarden, 2000
- Wrightoporia neotropica Ryvarden, 2000
- Wrightoporia novae-zelandiae Rajchenb. & A. David, 1990
- Wrightoporia ochrocrocea (Henn. & E. Nyman) A. David & Rajchenb., 1987
- Wrightoporia perplexa Ryvarden, 1989
- Wrightoporia porilacerata Log.-Leite, A.L. Gerber & Ryvarden, 1998
- Wrightoporia pouzarii A. David & Rajchenb., 1987
- Wrightoporia ramosa A. David & Rajchenb., 1987
- Wrightoporia roseocontexta Ryvarden & Iturr., 2003
- Wrightoporia rubella Y.C. Dai, 1995
- Wrightoporia solomonensis (Corner) T. Hatt., 2003
- Wrightoporia subadusta Z.S. Bi & G.Y. Zheng, 1987
- Wrightoporia subrutilans (Murrill) Ryvarden, 1982
- Wrightoporia trametoides (Corner) Stalpers, 1996
- Wrightoporia trimitica (Corner) Stalpers, 1996
- Wrightoporia tropicalis (Cooke) Ryvarden, 1980